# Ruggero Razza
Ruggero Benedetto Italo Razza (Milano, 23 settembre 1980) è un politico italiano, europarlamentare dal 2024.

## Biografia
Ruggero Razza nasce a Milano da una famiglia di origini catanesi. Si forma alla Scuola Militare "Nunziatella" di Napoli, dove consegue la maturità classica: successivamente si laurea in giurisprudenza, diventando avvocato penalista.

## Carriera politica
Inizia la sua carriera politica nelle file di Alleanza Nazionale, diventando dirigente nazionale del movimento giovanile Azione Giovani. È tra i fondatori del movimento Alleanza Siciliana e membro dell'esecutivo nazionale del movimento La Destra.
In occasione delle elezioni regionali del 2008 è candidato a Presidente con la lista La Destra - Fiamma Tricolore, senza tuttavia essere eletto.
Nel 2012 viene nominato assessore e poi vicepresidente della provincia di Catania.
Nel 2017 è nominato assessore regionale alla salute della Sicilia dal presidente Nello Musumeci.
Nel maggio del 2024, in occasione delle elezioni europee, viene candidato nella lista di Fratelli d'Italia per la circoscrizione Italia insulare, venendo eletto con 61 697 preferenze.